# آلون چن
آلون چن (انگلیسی: Alon Chen; ۱۹۷۰ (۵۴–۵۵ سال) – ) عصب‌پژوه اهل اسرائیل بود.

## افتخارات
وی همچنین برندهٔ جوایزی همچون برنامه فولبرایت شده‌است.